# Евробот
Евробот (англ. Eurobot) — международные молодёжные соревнования роботов, проводящиеся ежегодно с 1998 года. В 2008 году в соревнованиях приняли участие более 400 команд из 27 стран. Эти соревнования делятся на «Евробот Джуниор» (для детей до 18 лет с более легкими заданиями) и «Евробот» (для молодёжи от 18 и старше лет с более трудными заданиями).
Соревнования организованы для развитии у детей первоначальных навыков механики, решения задач оригинальными методами и получения опыта создания роботов. Молодёжь, интересующаяся роботами, уже в школьном возрасте начинает изучать материал высших учебных заведений, обменивается опытом, приобретает иностранных друзей.

## Регламент «Евробот-2008»
Правила Евробота меняются каждый год. В 2008 году роботы должны были «отправиться» на Марс, где должны собрать породы и минералы, потенциально содержащие живые организмы. Для их сохранности минералы необходимо держать в той же температуре, в какой они были собраны на поверхности планеты. Время выполнения — 90 секунд.

## Регламент «Евробот Джуниор-2008»
Правила «Джуниора» также меняются каждый год. В 2008 году роботы должны будут выпустить воду из озёр и отправить её в реку, поднять солнечные панели для начала вырабатывания энергии, а также запустить ветряные мельницы путём сталкивания шайб с территории поля. В виде дополнительного задания команды могли доставить воду из центрального озера в реку. Время выполнения — 90 секунд. Команды должны были сделать управляемого робота, который мог бы выполнять все основные задания.